# 민족해방전선 (예멘)
민족해방전선 (예멘)이란 남예멘이 북예멘과 달리 여전히 영국에 식민지에 머물러 있자 남예멘이 독립운동을 하기 위해 영국을 몰아세우고 사회주의를 창설한 단체를 말한다. 훗날 1972년에 독립은 했으나 남예멘이 사회주의로 건국되면서 북예멘과 냉전 사태가 벌어지고 만다. 그러나 북예멘의 승리로 의미를 상실한다.

## 같이 보기
- 남예멘
- 사회주의
- 예멘의 통일
- 분단국가